# Moslavačka nogometna liga 1988./89.
Moslavačka nogometna liga za sezonu 1988./89. u organizaciji Nogometnog saveza Općine Kutina. 
 Sudjelovalo je 12 klubova, a prvak je bio "Vatrogasac" iz Husaina. 

## Ljestvica
| mj. | klub                     | ut. | pob. | ner.  | por. | gol+ | gol- | bod     |
| --- | ------------------------ | --- | ---- | ----- | ---- | ---- | ---- | ------- |
| 1.  | Vatrogasac Husain        | 22  | 16   | 3 (3) | 3    | 50   | 24   | 35      |
| 2.  | Slavonac Lipovljani      | 22  | 13   | 4 (4) | 5    | 55   | 39   | 29 (-1) |
| 3.  | Dinamo Osekovo           | 22  | 13   | 4 (2) | 5    | 64   | 47   | 28      |
| 4.  | Sloga Križ               | 22  | 10   | 8 (5) | 4    | 50   | 26   | 25      |
| 5.  | Borac Nova Subocka       | 22  | 12   | 4 (2) | 6    | 68   | 40   | 24      |
| 6.  | Mladost Repušnica        | 22  | 9    | 7 (3) | 6    | 36   | 28   | 21      |
| 7.  | Omladinac Stari Grabovac | 22  | 8    | 3 (1) | 11   | 43   | 50   | 17      |
| 8.  | Moslavac Popovača        | 22  | 7    | 4 (2) | 11   | 45   | 44   | 16      |
| 9.  | Mladost Gornja Gračenica | 22  | 5    | 4 (3) | 13   | 42   | 62   | 13      |
| 10. | Balkan Jasenovac         | 22  | 6    | 1 (0) | 15   | 22   | 64   | 11 (-1) |
| 11. | Jedinstvo Rečica         | 22  | 4    | 5 (2) | 13   | 33   | 57   | 10      |
| 12. | Graničar Križ            | 22  | 4    | 2 (0) | 16   | 33   | 50   | 8       |

- Rečica danas Rečica Kriška
- U slučaju neriješenog rezultata se izvodilo raspucavanje jedanaesterca te bi pobjednik dobio 1 bod, a poraženi u raspucavanju bi ostao bez bodova

## Rezultatska križaljka
| kratica | klub                     | BAL | BOR | DIN | GRA | JED | MLAGG          | MLAR | MOS | OML | SLA | SLO            | VAT            |
| --- | ------------------------ | --- | --- | --- | --- | --- | -------------- | ---- | --- | --- | --- | -------------- | -------------- |
| BAL | Balkan Jasenovac         |     |     |     |     |     | 1:0            |      |     |     |     |                |                |
| BOR | Borac Nova Subocka       |     |     |     |     |     | 3:3 (_:_ 11 m) |      |     |     |     |                |                |
| DIN | Dinamo Osekovo           |     |     |     |     |     | 3:3 (_:_ 11 m) |      |     |     |     |                |                |
| GRA | Graničar Križ            |     |     |     |     |     | 2:0            |      |     |     |     |                |                |
| JED | Jedinstvo Rečica         |     |     |     |     |     | 4:2            |      |     |     |     |                |                |
| MLAGG | Mladost Gornja Gračenica | 3:2 | 1:7 | 3:5 | 2:3 | 4:3 |                | 1:2  | 3:2 | 0:1 | 1:3 | 2:2 (_:_ 11 m) | 3:3 (_:_ 11 m) |
| MLAR | Mladost Repušnica        |     |     |     |     |     | 1:3            |      |     |     |     |                |                |
| MOS | Moslavac Popovača        |     |     |     |     |     | 1:0            |      |     |     |     |                |                |
| OML | Omladinac Stari Grabovac |     |     |     |     |     | 1:2            |      |     |     |     |                |                |
| SLA | Slavonac Lipovljani      |     |     |     |     |     | 5:4            |      |     |     |     |                |                |
| SLO | Sloga Križ               |     |     |     |     |     | 3:1            |      |     |     |     |                |                |
| VAT | Vatrogasac Husain        |     |     |     |     |     | 5:1            |      |     |     |     |                |                |
| |                          |     |     |     |     |     |                |      |     |     |     |                |                |
| podebljan rezultat - utakmice od 1. do 11. kola (1. utakmica između klubova) rezultat normalne debljine - utakmice od 12. do 22. kola (2. utakmica između klubova) rezultat nakošen - nije vidljiv redoslijed odigravanja međusobnih utakmica iz dostupnih izvora rezultat smanjen * - iz dostupnih izvora nije uočljiv domaćin susreta prekrižen rezultat - poništena ili brisana utakmica p - utakmica prekinuta 3:0 p.f. / 0:3 p.f. - rezultat 3:0 bez borbe (_:_ 11 m) - rezultat u raspucavanju jedanaesteraca u slučaju neriješenog rezultata |                          |     |     |     |     |     |                |      |     |     |     |                |                |

 Izvori: